# Heulebeek

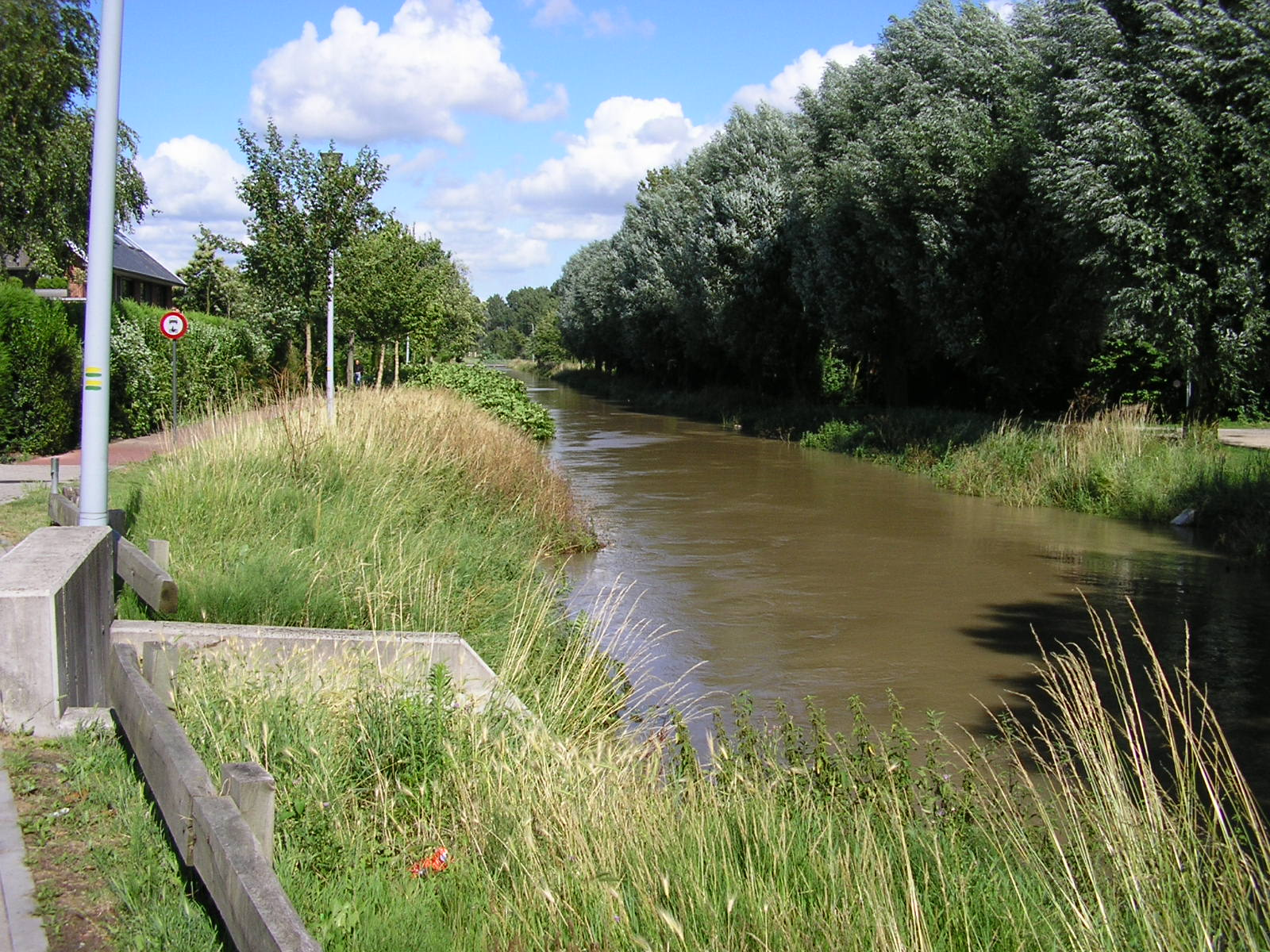
De Heulebeek in Gullegem na overvloedige regenval.

De Heulebeek is een beek in de Belgische provincie West-Vlaanderen. De beek is, net zoals de Mandel, een zijrivier van de Leie. Ze loopt grofweg van west naar oost. De sterk meanderende Heulebeek ontspringt in Beselare en mondt uit in de Leie te Kuurne. De Heule- en de Gaverbeek vormen samen de twee grootste beken in Zuid-West-Vlaanderen.
Over de oorsprong van de naam bestaat geen zekerheid. Volgens sommigen zou de beek naar het dorp Heule, waar ze doorloopt, genoemd zijn (hoewel ze die naam al draagt lang voordat er sprake was van grondgebieden). “Heul” (verwant met “hol”) betekent onder meer 'sloot' of 'smaller gedeelte in een rivier'.
Sinds de jaren zeventig van de 20ste eeuw stonk de Heulebeek vaak erg, vooral in de zomer, maar sinds de jaren 90 is dit sterk verbeterd. Sinds 2000 staat er een waterzuiveringsinstallatie in Gullegem, vlak bij de R8 en wordt er aan natuurontwikkeling gedaan langs de oevers in Domein Bergelen. De beek treedt soms buiten haar oevers en zet dan het Lagaeplein en het park in Heule (deels) blank.
In Kuurne ligt het Heulebeekdomein, een natuurgebied vernoemd naar de beek.